# Општина Фаркаша (Њамц)
Фаркаша (рум. Fărcaşa) општина је у Румунији у округу Њамц.
Oпштина се налази на надморској висини од 617 m.